# سیاه‌توک (جمهوری آذربایجان)
سیاه‌توک (به لاتین: Siyətük) یک منطقهٔ مسکونی در جمهوری آذربایجان است که در شهرستان آستارا واقع شده‌است.

## جمعیت
سیاه‌توک ۹۸۲ نفر جمعیت دارد.

## ریشه واژه
سیا در زبان تالشی همان سیاه در زبان فارسی است و توک اشاره به شلتوک یا شالی دارد و سیاه‌توک یعنی مزرعه با شالی یا شلتوک سیاه.